# ティティ・ブエンゴ
ティティ・ブエンゴ（André Titi Buengo、1980年2月11日 - ）は、アンゴラの元サッカー選手。元アンゴラ代表。ポジションはフォワード。

## 来歴
2006年3月にアンゴラ代表デビュー。2006 FIFAワールドカップのメンバーにも選出された。2010年までに通算7試合に出場した。

## 代表歴

### 出場大会
- アンゴラ代表
  - 2006 FIFAワールドカップ

### 試合数
- 国際Aマッチ 7試合 0得点（2006年-2010年）[1]

| アンゴラ代表 | 国際Aマッチ | 国際Aマッチ |
| 年           | 出場        | 得点        |
| ------------ | ----------- | ----------- |
| 2006         | 2           | 0           |
| 2007         | 3           | 0           |
| 2008         | 0           | 0           |
| 2009         | 0           | 0           |
| 2010         | 2           | 0           |
| 通算         | 7           | 0           |